# Я могу достать это вам по оптовой цене
«Я могу достать это вам по оптовой цене» (англ. I Can Get It for You Wholesale) — мелодрама режиссёра Майкла Гордона, вышедшая на экраны в 1951 году.
В основу фильма положен роман-бестселлер Джерома Вейдмана, опубликованный в 1937 году. По мотивам романа Вера Каспари написала историю для фильма, на основе которой Абрахам Полонски написал сценарий. Действие фильма происходит в Швейном квартале Нью-Йорка, где амбициозная женщина-модельер (Сьюзен Хэйворд), не стесняясь в средствах, рвётся на самую вершину своей отрасли. Однако в итоге ей приходится сделать выбор между карьерой и мужчиной, которого она любит.

## Сюжет
В одной из фирм, расположенных в Швейном квартале Нью-Йорка, привлекательная и амбициозная манекенщица Гарриет Бойд (Сьюзен Хэйуорд) решает создать собственную фирму по изготовлению недорогого женского платья, где она была бы главным дизайнером. В качестве партнёра она приглашает немолодого, но очень сильного портного Сэма Купера (Сэм Джаффе), возглавляющего отдел производства в швейной фирме, где они работают. Сэм поддерживает идею Гарриет, но настаивает на том, что для успеха нового дела им необходим хороший директор по продажам, предлагая пригласить на эту должность Тедди Шермана (Дэн Дэйли), ведущего специалиста по продажам в их нынешней компании. Весёлый и деятельный Тедди раздражает Гарриет своей бесцеремонностью и попытками завязать с ней роман. Однако ради успеха дела Гарриет соглашается пойти с Тедди в ресторан, а затем у себя дома показывает ему свои дизайнерские разработки, которые уже запущены в серию под именем известного дизайнера. Хотя поначалу Тедди сомневается в успехе дела, однако под впечатлением от работ Гарриет и той убеждённости, с которой она говорит о новом деле, соглашается стать третьим партнёром в создающейся фирме.
Однако для того, чтобы запустить новую фирму, необходим стартовый капитал. Сэм с Тедди готовы внести свою долю, однако у Гарриет нет необходимых средств, чтобы стать с ними равноправным партнёром. Она рассчитывала на деньги, которые будут получены по страховке после смерти отца, однако мать заявляет, хочет отдать эти деньги Мардж (Рэнди Стюарт), младшей сестре Гарриет, которая вскоре выходит замуж. Тогда Гарриет разыгрывает перед сестрой и её женихом целый спектакль, после которого они сами предлагают ей деньги на открытие фирмы. Вскоре Гарриет, Сэм и Тедди открывают собственную фирму «Шербойко дрессес», и начинают обрабатывать оптовых покупателей, с которыми работали в старой фирме, среди них Гермиона Григгс (Викки Каммингс) и мистер Сэвидж (Гарри фон Зелл). Оба клиента высоко оценили дизайнерский портфолио Гарриет, после чего Тедди назначает им встречи в ресторане для согласования условий их заказов. Вечером, когда Тедди приходит на встречу с Сэвиджем, он с удивлением видит, что за столиком с его клиентом сидит Гарриет, которая уже согласовала даже больший объём заказа, чем планировал Тедди. Видя, как Сэвидж флиртует с Гарриет, Тедди начинает ревновать как к Сэвиджу, так и к Гарриет за то, что она занялась его делом. Разозлённый Тедди устраивает словесную перепалку с ними, которая приводит к драке с Сэвиджем и, как следствие, к потере ценного клиента. Возмущённая Гарриет выбегает из ресторана, но Тедди догоняет её на улице, объясняется в любви и делает предложение. Хотя Гарриет и не даёт ему отказа, однако заявляет, что не хочет кому-либо принадлежать, а стремится стать независимой и богатой. После этих слов Тедди заявляет, что не хочет с ней работать и выйдет из партнёрства, однако Гарриет напоминает ему, что он подписал контракт и обязан его выполнять. И чем усерднее он будет работать, тем больше будут шансы каждого из них реализовать свою мечту.
На одном из балов, организованных для руководителей швейной промышленности, Гарриет знакомится с Дж. Ф. Ноублом (Джордж Сэндерс), влиятельным человеком в отрасли, который владеет сетью шикарных универмагов. Во время очередной встречи Гарриет показывает Ноублу один из своих новых эскизов с дизайном дорогого вечернего платья, на котором он пишет «Гарриет для Ноубла» и прикрепляет эскиз над своим рабочим столом. Впечатлённый уровнем работы Гарриет, её талантом и целеустремлённостью, Ноубл предлагает ей работать на него, обещая вывести её на качественно иной уровень в мире дизайна. При этом он ставит условие, что Гарриет должна уйти из «Шербойко» и расстаться со своими нынешними партнёрами. Гарриет тяжело бросать своё небольшое дело, которое стало успешно развиваться, кроме того, ей жаль расставаться и со своими партнёрами, однако ей очень хочется воспользоваться предложением Ноубла. Возбуждённая от этих переживаний, Гарриет начинает вести себя очень вспыльчиво на работе, срывая свои эмоции на манекенщицах и на Сэме. Когда Тедди пытается успокоить её и обсудить сложившуюся ситуацию, Гарриет утверждает, что она взвалила на себя непосильный груз и хочет уволиться. Они гуляют по Центральному парку, после чего во время романтической поездки в экипаже Тедди снова делает предложение Гарриет, убеждая её, что всё у них будет хорошо, заканчивая свои слова поцелуем. По впечатлением от разговора с Тедди, Гарриет приезжает к Ноублу, чтобы отказаться от его предложения. Тедди узнаёт, что Гарриет уехала в Ноублу, даже не навестив в больнице сестру, которая только что родила. В тот момент, когда Гарриет собирается отказаться от предложения Ноубла, в его квартиру входит Тедди. Увидев на стене эскиз платья с подписью «Гарриет для Ноубла», он ошибочно заключает, что Гарриет решила уйти из «Шербойко». Глубоко расстроенный и разъярённый, Тедди кричит на Гарриет, что не даст ей уйти из компании так же, как и она в своё время не дала уйти ему. После ухода Тедди Гарриет просит Ноубла помочь разорвать её контракт с «Шербойко», однако Ноубл отвечает, что сначала она должна перестать переживать за судьбу Тедди, в которого влюблена.
Вскоре Тедди уезжает в длительный вояж по нескольким штатам с целью сбыта продукции. За время его отсутствия Гарриет фактически переводит производственные мощности «Шербойко» на пошив разработанных по её эскизам шикарных платьев для универмагов Ноубла. Тедди проводит в командировке большую работу, получая крупные заказы на одежду «Шербойко», что приводит в отчаяние Сэма, который понимает, что компания при нынешнем состоянии дел не сможет выполнить эти заказы. Когда крупная оптовая покупательница Гермиона Григгс спрашивает у Тедди, в чём причина с задержкой поставок заказанной ей продукции, он по просьбе Сэма немедленно прилетает в Нью-Йорк, где выясняет, что сделала с их компанией Гарриет.
Тем временем Ноубл объясняет Гарриет, что «Шербойко» от контрактов с ним получит значительную прибыль, которую смогут поделить между собой владельцы компании, включая Тедди и Сэма. Однако вскоре после этого «Шербойко» не сможет выполнить собственные заказы и прекратит своё существование, после чего Гарриет будет свободна от каких-либо обязательств перед партнёрами. Ноубл, который уже влюбился в Гарриет, предлагает ей постоянную работу в качестве своего ведущего дизайнера, а также приглашает её в совместную поездку в Париж для ознакомления с новейшими тенденциями в мире моды.
Вечером за день до отплытия в Париж Гарриет приходит в офис «Шербойко», чтобы убедить Сэма и Тедди начать работать на Ноубла по её новым эскизам. Однако Сэм и Тедди предпочитают сохранить свою экономическую независимость, даже если это может грозить им банкротством. Уже на борту корабля Ноубл заявляет Гарриет, что не будет делать ничего, чтобы спасти «Шербойко», потому что Гарриет просит об этом не ради интересов бизнеса, а только ради Тедди. Ноубл просит её сделать выбор — либо он, либо Тедди. В этот момент Гарриет понимает, что не может бросит своих партнёров, которые доверились ей и искренне к ней привязаны. Она приезжает в офис «Шербойко», признаваясь в любви к Тедди, который обнимает и прощает её под одобрительный взгляд Сэма.

## В ролях
- Сьюзен Хэйуорд — Гарриет Бойд
- Дэн Дэйли — Тедди Шерман
- Джордж Сэндерс Дж. Ф. Ноубл
- Сэм Джаффе — Сэм Купер
- Рэнди Стюарт — Мардж Бойд
- Марвин Каплан — Арнольд Фишер
- Гарри фон Зелл — Сэвидж
- Барбара Уайтинг — Эллен Купер
- Викки Каммингс — Гермиона Григгс
- Росс Эллиотт — Рэй
- Ричард Лейн — Келли
- Мэри Филипс — миссис Бойд

## История создания фильма
В основу фильма положен роман-бестселлер Джерома Вейдмана 1937 года. Однако, как отметил кинокритик Босли Кроутер, «при переложении романа для экрана, Вера Каспари изменила практически всё, кроме названия. В центре фильма оказалась амбициозная манекенщица, но её не сравнишь с героем романа, бизнесменом Гарри Богеном, живым, неразборчивым в средствах жителем Бронкса, который оставляет за собой шлейф невыполненных обещаний в стремлении достичь самого верха на Cедьмой авеню (в швейной промышленности)».
Согласно информации студии, «значительные части» фильма снимались на натуре в Швейном квартале Нью-Йорка.
Как отмечается на сайте Американского института киноискусства, «картина стала последним упоминанием в титрах сценариста и режиссёра Абрахама Полонски накануне его появления в Комиссии Конгресса США по расследованию антиамериканской деятельности в апреле 1951 года, во время которого он отказался опровергнуть или подтвердить своё членство в коммунистической партии, после чего был включён в чёрный список Голливуда. Хотя он продолжал писать для кино и телевидения под различными именами, Полонски больше не фигурировал в титрах под собственным именем вплоть до 1968 года, когда в титрах криминальной драмы „Мэдиган“ студии „Юнивёрсал“ он был указан как автор сценария».

## Создатели фильма и исполнители главных ролей
Режиссёр Майкл Гордон в 1940-е годы поставил серию достаточно удачных фильмов нуар, среди них «Паутина» (1947), «Акт убийства» (1948), «Леди играет в азартные игры» (1949) и «Женщина в бегах» (1950). В 1950 году он создал одну из самых успешных своих картин — драму по пьесе Эдмона Ростана «Сирано де Бержерак» (1950). В дальнейшем наиболее удачными картинами Гордона стали романтические комедии «Телефон пополам» (1959) и «Я вернулась, дорогой» (1963).
В 1948—1956 годах Сьюзен Хэйуорд четырежды номинировалась на Оскар за главные роли в следующих фильмах: музыкальная драма «Катастрофа: история женщины» (1947), мелодрама «Моё глупое сердце» (1949) и биографические музыкальные драмы «С песней в моём сердце» (1952) и «Я буду плакать завтра» (1955). Наконец, в 1959 году она получила Оскар за главную роль в криминальной драме «Я хочу жить!» (1958). Среди других наиболее значимых картин Хейуорд — комедия «Я женился на ведьме» (1942), фильмы нуар «Мне не поверят» (1947) и «Дом незнакомцев» (1949), вестерн «Нападение на почтовую станцию» (1951) и драма о родео «Необузданные» (1952).
Актёр Дэн Дэйли более всего известен по ролям в музыкальных комедиях и мюзиклах, таких как «Леди, будьте хорошей» (1941), «Мама была в трико» (1947), «Когда моя кошечка улыбается мне» (1948, роль в этом мюзикле принесла актёру номинацию на Оскар), «Передайте привет Бродвею» (1948), «Какова цена славы» (1952), «Нет такого бизнеса, как шоу-бизнес» (1954) и «Всегда хорошая погода» (1955). Позднее актёр сыграл в таких серьёзных фильмах, как военная драма «Крылья орлов» (1957) и драма по Джону Стейнбеку «Заблудившийся автобус» (1957). Джордж Сэндерс известен по ролям в фильмах Альфреда Хичкока «Ребекка» (1940) и «Иностранный корреспондент» (1941), военному триллеру Фрица Ланга «Охота на человека» (1941), фильмам нуар Джона Брама «Жилец» (1944) и «Площадь похмелья» (1945), драме «Портрет Дориана Грэя» (1945), мелодрамам «Призрак и миссис Мьюр» (1947) и «Путешествие в Италию» (1954). В 1951 году за роль второго плана в драме из театральной жизни «Всё о Еве» (1950) актёр получил Оскар.

## Оценка фильма критикой

### Общая оценка фильма
После выхода на экраны фильм получил сдержанно позитивную оценку критики, обратившей основное внимание не столько на сюжет и проблематику, сколько на производственный фон истории. Так, журнал «Variety» отметил, что «швейная отрасль Нью-Йорка становится фоном, на котором разворачивается эта мелодрама для взрослых». Босли Кроутер в «Нью-Йорк таймс» также обратил внимание на то, что «мультимиллионная швейная промышленность Нью-Йорка — или, точнее, та её фаза, которая связана с производством и реализацией готовой одежды — служит внешним фоном для этой в остальном обычной романтической драмы». По мнению обозревателя, «истории о таких хамелеонских личностях, которую мисс Хэйуорд играет в этом фильме, трудно добиться полного успеха, и этот фильм также хромает в качестве психологического исследования, хотя мисс Хэйуорд держится достойно». Кроутер резюмирует, что «при меньшей выхолощенности и большей честности фильм мог бы стать захватывающим, а не просто умеренно хорошим развлечением».
Современные критики придерживаются сходного мнения. Так, журнал «TV Guide» характеризует картину как «гладкую, но не звёздную адаптацию романа Вейдмана, на основе которого в 1962 году вышел также бродвейский мюзикл. Это обычная мелодрама, которой придаёт интерес среда, в которой она разворачивается». Киновед Крейг Батлер подчёркивает, что «от романа Джерома Вейдмана в фильме в принципе не осталось ничего, кроме названия и места действия. Фильм выстраивает абсолютно новую историю для своей звезды Сьюзен Хэйуорд. Это жёсткая история, наполненная интригами и манипуляциями, приперченная резким отрывистым диалогом с восхитительным нью-йоркским ароматом». Далее Батлер пишет: «Где фильм не получается — это в показе романа», который возникает «ни с того, ни с сего и кажется немного фальшивым». В итоге создаётся впечатление «как будто эта часть истории насильно вставлена фильм, а не произрастает из него». Однако, хотя «этот недостаток и наносит вред фильму, но, к счастью, не пускает его под откос». И в целом, хотя «он где-то и устарел, но остался мощным маленьким фильмом, который заслуживает внимания».

### Оценка работы творческой группы
По мнению Кроутера, «сценарист Абрахам Полонски написал живой и чёткий, обоюдоострый диалог, однако колорит швейной промышленности в нём по-настоящему не ощутим. И это вызывает сожаление, потому что главным достоинством картины, является свежесть сцен, показывающих пульсирующее биение швейной промышленности — толпы, снующие по Седьмой авеню среди потока тележек с платьями и неистовой атмосферы демонстрационных залов, где покупателей завлекают не только платьями, но и льстивыми речами. Камера увлечённо гуляет сквозь эту потрясающую суету в первых кадрах картины, но уже совсем скоро режиссёр Майкл Гордон сталкивается с необходимостью рассказывать историю бойкой молодой леди, которая намерена вскарабкаться на самый верх».

### Оценка актёрской игры
По мнению «Variety», основной силой фильма является его «в равной степени отличный актёрский состав, включающий трёх звёзд — Сьюзен Хэйуорд, Дэна Дэйли и Джорджа Сэндерса». Кроутер также отметил, что Сьюзен Хэйуорд «заслуживает признания за создание образа крутой дамочки, которая движется настолько живо и свободно, насколько позволяет ей сценарий», а также «умелую поддержку со стороны Сэма Джаффе в качестве её партнёра, и Джорджа Сэндерса в роли модного принца торговли». Батлер считает, что «Сьюзен Хейуорд, конечно, была рождена для этой роли, и она справляется с ней отлично, играя самым энергичным образом, но при этом не вызывающе. Она получает первоклассную поддержку со стороны Джорджа Сэндерса, Сэма Джаффе и Марвина Каплана. А Дэн Дэйли, хотя и не настолько силён, как мог бы быть, но всё равно хорош».